# Oreochromis andersonii
Espèce
Statut de conservation UICN

 VU  : Vulnérable
Synonymes
- Chromys andersonii (Castelnau, 1861)
- Sarotherodon andersonii (Castelnau, 1861)
- Tilapia andersonii (Castelnau, 1861)
- Chromys andersoni (Castelnau, 1861)
- Oreochromis anderson (Castelnau, 1861)
- Oreochromis andersoni (Castelnau, 1861)
- Oreochromis andersonni (Castelnau, 1861)
- Oreochromis anulerson (Castelnau, 1861)
- Sarotherodon andersoni (Castelnau, 1861)
- Tilapia andersoni (Castelnau, 1861)
- Tilapia kafuensis (Boulenger, 1912)
- Tilapia natalensis (non Weber, 1897)[1]

Oreochromis andersonii est une espèce de poisson de la famille des cichlidae et de l'ordre des Cichliformes. Cette espèce est endémique de l'Afrique. Il fait partie des nombreuses espèces regroupées sous le nom de Tilapia.

## Répartition géographique
Cette espèce est endémique de l'Afrique. On la rencontre dans le bassin Ngami, la rivière Okavango, la rivière Cunene et Mossamedes en Angola, le Zambèze supérieure, le fleuve Kafue, le milieu du Zambèze, le lac Kariba et le bassin de Cabora (depuis la construction de barrages). Plusieurs pays signalent l'impact écologique néfaste après leur introduction. Rapporté tel que présenté dans le parc national de Kasanka (bassin supérieur du fleuve Congo) en Zambie.